# Manuel Teodoro de Araújo Azambuja
Manuel Teodoro de Araújo Azambuja (1780 — 1859) foi um político e militar brasileiro.

## Vida
Foi presidente da província de São Paulo, de 20 de junho a 17 de novembro de 1831.